# Horace Gager
Horace Edwin Gager (25 tháng 1 năm 1917 – tháng 3 năm 1984) là một cầu thủ bóng đá người Anh thi đấu ở vị trí centre half có hơn 250 lần ra sân tại Football League cho Nottingham Forest và mang băng đội trưởng. Ông cũng thi đấu cho Luton Town và đại diện cho Irish League XI.